# Lutterbach
Lutterbach település Franciaországban, Haut-Rhin megyében. Lakosainak száma 6755 fő (2022. január 1.). Lutterbach Cernay, Mulhouse, Pfastatt, Morschwiller-le-Bas, Reiningue és Wittelsheim községekkel határos.

## Népesség
A település népességének változása:
| Lakosok száma | 6276 | 6331 | 6468 | 6310 | 6279 | 6247 | 6237 | 6261 | 6755 |
|               | 2013 | 2015 | 2016 | 2017 | 2018 | 2019 | 2020 | 2021 | 2022 |